# Glosa
Una glosa (del Griego Koiné γλώσσα glossa, que significa 'lengua' -- el órgano -- como también 'lenguaje') es una nota escrita en los márgenes o entre las líneas de un libro, en la cual se explica el significado del texto en su idioma original, a veces en otro idioma. Por lo tanto, las glosas pueden variar en su complejidad y elaboración, desde simples notas al margen de algunas palabras que un lector puede encontrar oscuras o difíciles, hasta traducciones completas del texto original y referencias a párrafos similares.
Un conjunto de glosas es un glosario (si bien glosario también significa una colección de términos especializados y sus significados). Una colección de glosas legales medievales, preparada por los llamados glosadores, con comentarios de textos legales, es denominada un apparatus. La compilación de glosas en glosarios fue el comienzo de la lexicografía, y los glosarios así producidos fueron los primeros diccionarios.

## En teología y derecho

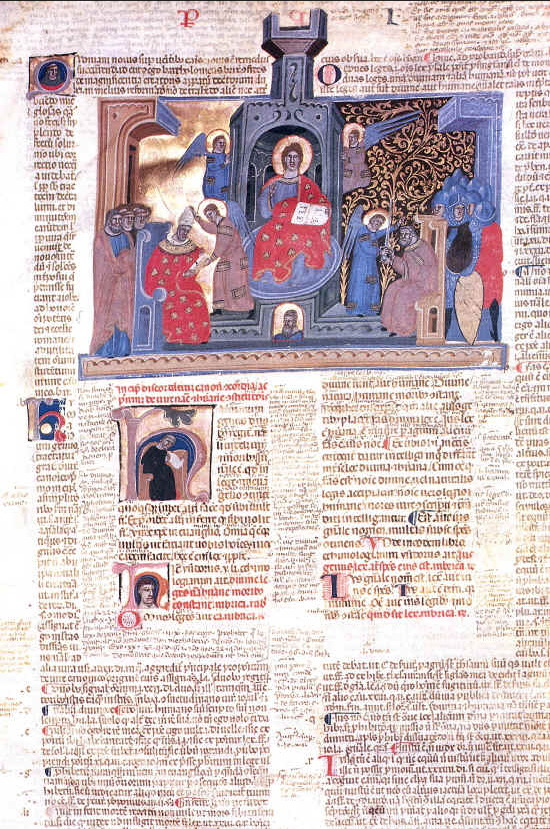
Glosas escritas en los márgenes la obra de Derecho canónico del Decreto Concordia discordantium canonum del monje jurista Graciano.

La glosa fue un género muy común en la teología bíblica medieval, llegando a ser estudiadas y memorizadas prácticamente por sus propios méritos, sin importar su autor. Muchas veces un pasaje bíblico era fuertemente asociado con una glosa en particular, cuya verdad numerosos teólogos daban como un hecho. Este fenómeno también se dio en el ámbito de las leyes medievales: las glosas sobre Derecho romano y Derecho canónico se convirtieron en puntos de referencia relevantes, los denominados sedes materiae (literalmente: apoyo de la materia o del tema). Glosas célebres son la Magna glossatura in Psalmos de Pedro Lombardo sobre los Salmos (fechada hacia 1160), y las Apostillas del franciscano Nicolás de Lira (siglo XIV).
Las glosas eran un género propio de un tiempo en el que los eruditos tenían acceso a muy pocos libros, que eran estudiados con minuciosidad, con la llegada de la imprenta este género empezó a decaer hasta su desaparición.

## En filología

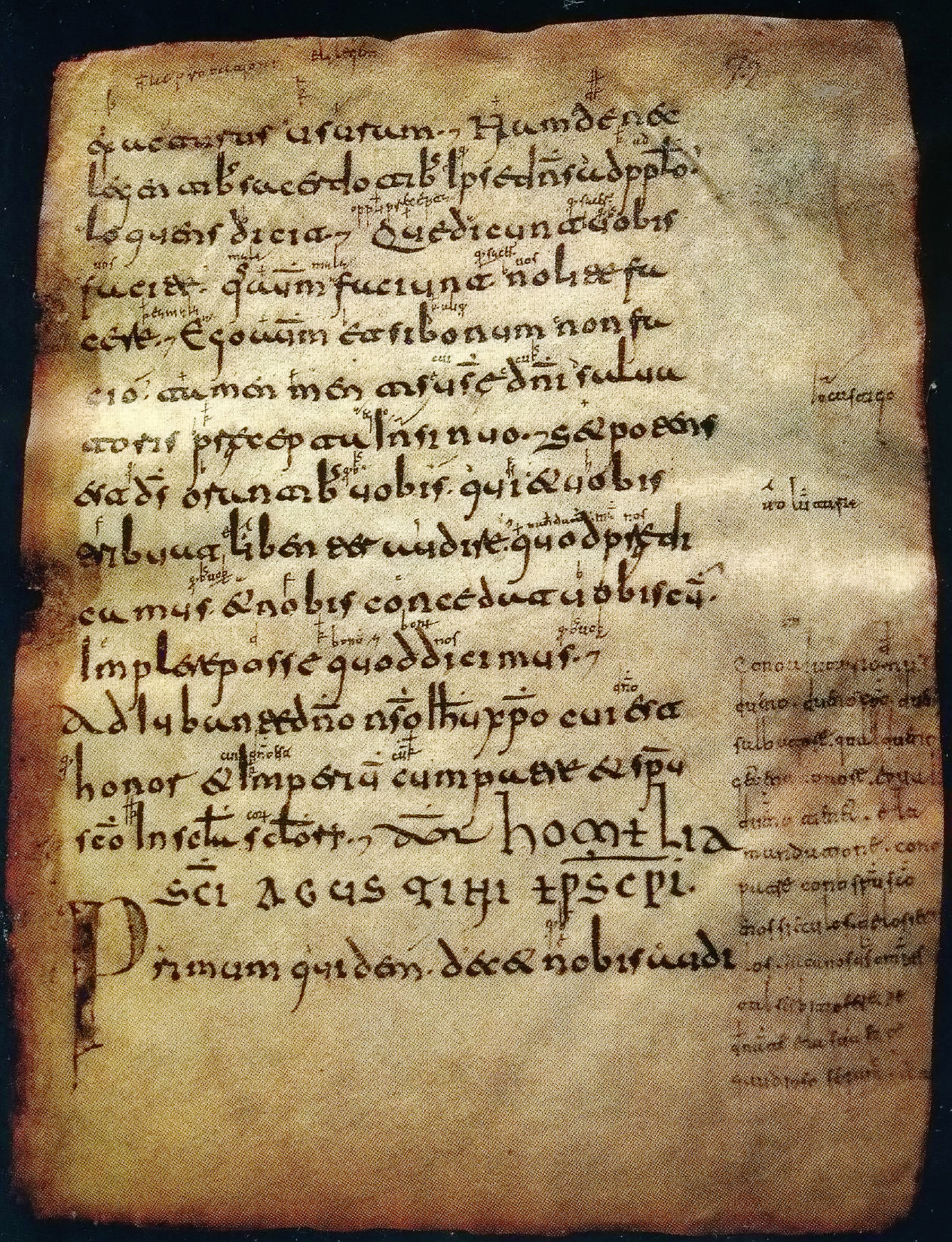
Esta página del Codex Emilianensis incluye glosas a frases obsoletas en latín.

En lingüística, una glosa simple en un texto es por lo general indicada con comillas simples, a continuación de la transcripción de una palabra extranjera. Por ejemplo: 
- Un tipo de bote cosaco es llamado chaika ‘gaviota’.
- En inglés el alce, moose, debe su nombre a la lengua algonquiana mus o mooz ‘comedor de brotes’.

Una transcripción más larga o compleja requiere de una glosa entrelíneas. La misma es a menudo colocada entre el cuerpo del texto y su traducción cuando es importante comprender la estructura del lenguaje que se glosa. Se acostumbra alinear las palabras y glosar cada morfema en forma separada. Los términos gramaticales por lo general se abrevian y se escriben en mayúsculas pequeñas para diferenciarlos de las traducciones. Es posible realizar varios tipos de análisis. Por ejemplo,

## En literatura
La glosa es una forma poética que surgió en España en el siglo XV.En esta, el escritor usa al principio, un poema o estrofa ajenos que comenta o desarrolla, usando líneas sucesivas del poema inicial como línea final de cada estrofa del poema nuevo. De esta manera, se estructura en dos partes; un texto o versos iniciales que en la tradición se denominaban "retruécano", "glosema" o pie "forzado" y las estrofas o comentario. Un ejemplo es el poema "Si mi fue tornase a es", en el capítulo 18 de la Segunda Parte de Don Quijote.

## En sociología
Talcott Parsons utilizó la palabra "glosa" para describir el proceso mediante el cual la mente construye la realidad. Otros que adhieren a una realidad consensuada nos enseñan como "entender y comprender el mundo" — algo que numerosas disciplinas, (por ejemplo el Zen) tratan de evitar. Ciertos estudios han demostrado que nuestra mente "filtra" la información provista por los sentidos. Este "filtrado" se produce en gran medida en forma inconsciente, y es determinado por la biología, la cultura incluyendo el lenguaje, las experiencias personales, nuestro sistema de creencias, etcétera. Por ello diferentes culturas crean diferentes glosas.

## En música
En la terminología musical, la glosa se refiere a la ornamentación de una melodía dada, especialmente durante el Renacimiento. Se trata de un término aplicado generalmente a la música instrumental, característico de la música española y portuguesa del siglo XVI, que indicaba dos aspectos diferenciados: Por un lado, la aplicación de ornamentaciones en sustitución de determinados intervalos musicales y en las cadencias. Por otro, se refería a las variaciones que desarrollaban un tema. 
Las glosas señalaban una extensión de la melodía original y pueden considerarse como las precursoras de la forma musical conocida como variación. Se conservan numerosos ejemplos, como pueden ser las contenidas en publicaciones de Luis Venegas de Henestrosa, de Antonio de Cabezón y, especialmente, en el Tratado de glosas (1553), de Diego Ortiz.